# Pulford
Pulford är en by i civil parish, Poulton and Pulford, i distriktet Cheshire West and Chester, i grevskapet Cheshire, i England. Byn ligger längs vägen B5445, sydväst om Chester. Folkmängden uppgick till 272 invånare vid folkräkningen 2011, och Pulford är idag sammanväxt med Rossett på andra sidan gränsen mot Wales. I byn finns bland annat en kyrka, en borg och ett hotell. Pulford var en civil parish fram till 2015 när blev den en del av Poulton and Pulford. Civil parish hade 395 invånare år 2001. Byn nämndes i Domedagsboken (Domesday Book) år 1086, och kallades då Pulford.